# Usne
Usne (lat. "labia oris") dio su usne šupljine koje čine njen prednji dio i prekrivaju dio gornjeg i donjeg zubnog luka. Razlikuju se gornja i donja usna koje ograničavaju tzv. usni otvor – početni dio probavnog trakta. Na svakoj usni nalaze se: prednja strana, stražnja strana i slobodan rub.
Prednja strana usana je prekrivena kožom. Prednji dio gornje usne se prostire do nosne piramide i nosno-usnog žlijeba, a u njenom središnjem dijelu nalazi se žlijeb pod imenom filtrum. Prednji dio donje usne je ograničen bradno-usnim žlijebom koji ga odvaja od kože brade.
Posljednji rub prekriven je sluzokožom koja predstavlja dio oralne sluzokože. Ispod nje je smješten podsluzokožni sloj koji sadrži rastresito vezivno tkivo i male pljuvačne žlijezde. Mišićni dio uglavnom je sastavljen iz vlakana kružnog mišića usana.
Arterije potječu iz gornje i donje arterije usana, dok se vene ulijevaju u vene lica. Živci za muskulaturu usana grane su živca lica, dok su senzitivni živci grane infraorbitalnog i bradnog živca.
Čovjek pomoću usana izmjenjuje poljupce. Usne zimi mogu ispucati pa se mažu zaštitnim sredstvom. Žene na usne stavljaju ruž za usne, olovku za usne i sjajilo prilikom šminkanja. Kirurški je moguće povećati usne.